# Armata Roșie Japoneză
Armata Roșie Japoneză (日本赤軍 Nihon Sekigun?,  JRA) a fost o organizație teroristă de extremă stângă din Japonia, a cărei țel declarat a fost răsturnarea guvernului și a sistemului imperial japonez și declanșarea unei revoluțiii globale armate. 
Gruparea a fost cunoscută și sub numele de (în traducere românească) Brigada Internațională Antiimperialistă, Brigada Războiului Sfânt și Frontul Democratic Antirăzboi.
Formată în 1971 de către Shigenobu Fusako în Liban, unde se refugiase, gruparea a atras atenția opiniei publice prin acte de terorism comise atât pe teritoriul nipon cât și în străinătate în anii 1970.
Precursoarea organizației a fost Fracțiunea Armata Roșie, formată de către membri dizidenți ai fracțiunii din regiunea Kansai a „Ligii Comuniste” (Kyōsan Shugisha Dōmei) în septembrie 1969. Declarând război statului japonez, mulți membri au fost arestați imediat de către poliție (printre care și liderul ideologic, Shiomi Takaya), restul unindu-se cu gruparea maoistă Rengō Sekigun („Armata Roșie Unită”) în iulie 1971. Această grupare a devenit notorie datorită faptului că a omorât 12 membrii proprii (pe motiv de „lipsă de spirit revoluționar”) la o tabără secretă din Prefectura Gunma în 1972, și datorită așa-numitului „Incident Asama-Sanso”, când sute de polițiști japonezi au atacat 5 teroriști ai grupării, care luând ostateci, se baricadaseră într-o cabană de munte. 
Shigenobu Fusako s-a refugiat în Liban cu o mână de membri fanatici, de unde a organizat atacuri teroriste. În noiembrie 2006 a fost arestată la Osaka, Japonia, cu pașaport fals. Un tribunal a condamnat-o la 20 de ani închisoare.

## Atacuri
- Deturnarea unui avion japonez al companiei JAL cu 129 de pasageri la bord în Coreea de Nord (martie 1970)- organizat de Fracțiunea Armata Roșie
- Masacrul de la aeroportul internațional Lod (actualmente Aeroportul Ben Gurion), Tel Aviv, mai 1972, soldat cu 24 de morți și 80 de răniți
- Deturnarea unui avion japonez al companiei JAL deasupra Olandei în Libia, unde teroriștii au explodat avionul
- Atacul asupra Ambasadei Franței din Haga, Olanda, septembrie 1973. Teroriștii au cerut și primit eliberarea din închisoare a membrului Yatsuka Furuya, $300.000 și uzul unui avion, cu care s-au refugiat în Siria.
- Atacul asupra clădirii AIA din Kuala Lumpur, Malaysia, unde se aflau mai multe ambasade, august 1975. Luare de ostateci, printre care un consul american și chargé d'affaires-ul Suediei. Teroriștii au cerut, și obținut, eliberarea din închisoare a 5 membri, și s-au refugiat în Libia.
- Încercarea de deturnare a unui avion Malaysia Airlines, la al cărui bord se afla ambasadorul Cubei la Tokio, decembrie 1977. Avionul s-a prăbușit când teroristul a împușcat ambii piloți și pe sine însuși.
- Atacul cu mortiere asupra ambasadelor Japoniei, Canadei și a SUA din Jakarta, Indonezia, mai 1986
- Atacul cu mortiere asupra ambasadelor Marii Britanii și SUA din Roma, Italia, iunie 1987
- Atacul cu bombă asupra unui club militar american de recreație din Napoli, Italia, aprilie 1988
- 17 atacuri cu bombe asupra unor clădiri ale unor mari companii japoneze, inclusiv Mitsui și Taisei. În atacul asupra sediului de la Tokio al companiei Mitsubishi Heavy Industries Ltd. au murit 8 persoane.